# Baier (Familienname)
Baier ist ein Familienname, der sich vom Land Bayern ableitet, aus den Angehörigen des Volkes der Baiern, den Bajuwaren.

## Namensträger

### A
- Adolf Baier (1907–1982), deutscher Gewerkschaftsfunktionär
- Alexander Baier (1936–2015), deutscher Journalist und Kunstsammler
- Alwill Baier (1811–1892), deutscher Philosoph und Theologe
- Anka Baier (* 1966), deutsche Schauspielerin
- Anke Baier-Loef (* 1972), deutsche Eisschnellläuferin
- Anna Baier (1860–1935), österreichische Opernsängerin (Sopran)
- Annerose Baier (1946–2022), deutsche Eiskunstläuferin
- Annette C. Baier (1929–2012), neuseeländische Philosophin
- Arno Baier (1912–1984), deutscher Architekt

### B
- Benjamin Baier (Poolbillardspieler) (* 1986), deutscher Poolbillardspieler
- Benjamin Baier (Fußballspieler) (* 1988), deutscher Fußballspieler
- Bernd Baier (1943–2021), deutscher Architekt und Hochschullehrer
- Bernhard Baier (Wasserballspieler) (1912–2003), deutscher Wasserballspieler und Sportfunktionär
- Bernhard Baier (Schauspieler) (1943–2021), deutscher Schauspieler
- Bernhard Baier (Politiker) (* 1975), österreichischer Politiker (ÖVP)
- Bonaventura Baier (Joseph Ignaz Baier; 1818–1893), deutscher Geistlicher, Abt von Marija-Zvijezda
- Bret Baier (* 1970), US-amerikanischer Journalist und Fernsehmoderator

### C
- Christel Baier (* 1965), deutsche Informatikerin
- Christian Baier (* 1963), österreichischer Schriftsteller und Theaterschaffender
- Christian Baier (Moderator) (* 1973), österreichischer Fernsehmoderator
- Christof Baier (* 1969), deutscher Kunsthistoriker und Hochschullehrer
- Coelestin Baier (1877–1945), sudetendeutscher römisch-katholischer Geistlicher und Märtyrer

### D
- Daniel Baier (Wirtschaftswissenschaftler) (* 1962), deutscher Wirtschaftswissenschaftler und Hochschullehrer
- Daniel Baier (Fußballspieler) (* 1984), deutscher Fußballspieler
- Dennis Baier (* 1975), deutscher Handballspieler, Sportjournalist und -kommentator

### E
- Eberhard Baier (1895–1983), deutscher General
- Ernst Baier (Verwaltungsjurist) (1863–1948), deutscher Verwaltungsjurist
- Ernst Otto Baier (1898–1974), deutscher Mineraloge
- Ernst Baier (1905–2001), deutscher Eiskunstläufer
- Erwin Baier (* 1934), böhmischer Entomologe
- Eva Maria Kroismayr-Baier (* 1981), österreichische Politikerin (FPÖ)

### F
- Fabian Baier (* 1988), deutscher Schauspieler
- Ferdinand Jakob Baier (1707–1788), deutscher Mediziner
- Frank Baier (1943–2022), deutscher Sänger, Musiker und Liedermacher und -sammler
- Frank W. Baier (* 1939), deutscher Astrophysiker und Autor
- Franz Baier (Möbelmaler) (1795–1861), Schreiner und Möbelmaler
- Franz Baier, Pseudonym von Ferdinand Bonn (1861–1933), deutscher Schauspieler, Bühnenautor und Theaterleiter
- Franz Baier (Politiker, I), deutscher Politiker (SPD, VSPD), MdL Freistaat Braunschweig
- Franz Baier (Politiker, 1919) (1919–2003), deutscher Politiker (SPD)
- Franz Xaver Baier (* 1953), deutscher Architekt, Phänomenologe, Autor und Hochschullehrer
- Friedrich W. Baier (* 1936), deutscher Architekt, Maler, Dokumentarfilmer und Fotograf
- Fritz Baier (1923–2012), deutscher Politiker (CDU)

### G
- Georg Baier (Geistlicher) (1870–1938), deutsch-russischer römisch-katholischer Geistlicher und Märtyrer
- Georg Baier (Grafiker) (* 1953), deutscher Grafiker
- Gerd Baier (1924–2017), deutscher Kunsthistoriker und Denkmalpfleger
- Gottfried Baier (1909–1983), österreichischer Schmiedemeister, Landes- und Bundesinnungsmeister der Schmiede und Schlosser sowie Politiker
- Gotthard Baier (1816–1898), deutscher Richter und Politiker
- Gundolf Baier (* 1967), deutscher Wissenschaftler und Wissenschaftsmanager

### H
- Hannelore Baier (* 1955), rumäniendeutsche Journalistin und Historikerin
- Hans Baier (Beamter), deutscher Amtsschösser
- Hans Baier (Komponist), deutscher Komponist
- Hans Baier (Künstler) (1912–1993), österreichischer Künstler
- Hans Baier (Entomologe) (* 1968), österreichischer Entomologe
- Hans Karl Baier (1918–1976), deutscher Maler
- Helmut Baier (Musiker) (1932–1997), deutscher Orchesterleiter
- Helmut Baier (Archivar) (* 1939), deutscher Theologe und Archivar
- Helmut Baier (Jurist) (* 1967), deutscher Jurist und Hochschullehrer
- Herbert Baier (* 1920), deutscher Fußballspieler
- Hermann Baier (1881–1938), deutscher Historiker und Archivar
- Hermann Baier (Rektor) (1930–2013), rumänischer Schulrektor
- Herwig Baier (Sonderpädagoge) (* 1935), deutscher Sonderpädagoge und Hochschullehrer
- Herwig Baier (Neurobiologe) (* 1965), deutscher Neurobiologe
- Horst Baier (Soziologe) (1933–2017), deutscher Mediziner und Soziologe
- Horst Baier (Politiker, 1949) (* 1949), deutscher Politiker (SPD), Bürgermeister von Pfungstadt
- Horst Baier (Ingenieur) (* 1950), deutscher Ingenieur und Hochschullehrer
- Horst Baier (Politiker, 1962) (* 1962), deutscher Politiker (SPD), Bürgermeister von Bersenbrück

### I
- Ida Baier (1863–1933), österreichische Opernsängerin (Alt)
- Indra Baier-Müller (* 1971), deutsche Politikerin (Freie Wähler)

### J
- Jakob Baier (* 1986), deutscher Politologe
- Jo Baier (Josef-Albert Baier; * 1949), deutscher Regisseur
- Jochen Baier (Anglist) (* 1969), deutscher Anglist und Hochschullehrer
- Jochen Baier (* 1972), deutscher Bäcker und Konditor
- Johann Jakob Baier (Mediziner, 1677) (1677–1735), deutscher Mediziner, Geologe und Hochschullehrer
- Johann Jakob Baier (Mediziner, 1724) (1724–1812), deutscher Mediziner
- Johann Wilhelm Baier (Theologe) (1647–1695), deutscher Theologe
- Johann Wilhelm Baier (Physiker) (1675–1729), deutscher Theologe, Mathematiker und Physiker
- Johannes Baier (Theologe) (1852–1907), deutscher Theologe
- Johannes Baier (Offizier) (1893–1969), deutscher Kapitänleutnant und SS-Oberführer
- Josef Baier (* 1951), österreichischer Bildhauer
- Joseph Ignaz Baier, Geburtsname von Bonaventura Baier (1818–1893), deutscher Geistlicher, Abt von Marija-Zvijezda
- Jürgen Baier (* 1958), deutscher Fußballtrainer

### K
- Karin Baier (* 1964), österreichische Politikerin (SPÖ)
- Karl Baier (Politiker) (1887–1973), deutscher Politiker (SPD, KPD, SED) und Widerstandskämpfer
- Karl Baier (Religionswissenschaftler) (* 1954), österreichischer Religionswissenschaftler
- Klaus Baier (* 1960), deutscher Politiker (NPD)
- Kurt Baier (1917–2010), österreichischer Philosoph

### L
- Lionel Baier (* 1975), Schweizer Filmemacher und Dozent
- Lothar Baier (1942–2004), deutscher Schriftsteller
- Lüder Baier (1920–2012), deutscher Holzbildhauer

### M
- Maik Baier (* 1989), deutscher BMX-Radsportler
- Manfred Baier (* 1936), deutscher Biologie
- Mathias Baier (* 1965), deutscher Fagottist und Hochschullehrer
- Melchior Baier der Ältere (um 1495–1577), deutscher Goldschmied
- Michael Baier (1940–2019), deutscher Drehbuchautor
- Michael Baier (Basketballspieler) (* 1980), deutscher Basketballspieler

### N
- Nadine Baier (* 1983), deutsche Schauspielerin
- Norbert Baier (* 1948), deutscher Biathlontrainer und -funktionär

### O
- Oliver Baier (* 1965), österreichischer Entertainer und Moderator
- Ortwin Baier (* 1958), deutscher Politiker (SPD)
- Othmar Baier (1905–1980), deutscher Mathematiker
- Otto Baier (Unternehmer) (1877–nach 1953), deutscher Unternehmer
- Otto Baier (Ingenieur) (1898–nach 1963), deutscher Bauingenieur und Ministerialbeamter
- Otto Baier (Künstler) (* 1943), deutscher Künstler

### P
- Paul Baier (* 1985), italienisch-amerikanischer Eishockeyspieler
- Peter Baier-Kreiner (* 1962), österreichischer Bibliothekar und Schriftsteller

### R
- Richard Baier (* 1926), deutscher Journalist und Rundfunksprecher
- Rolf Baier (1918–nach 1950), deutscher Fußballspieler
- Rudolf Baier (Museumsleiter) (1818–1907), deutscher Museumsleiter
- Rudolf Baier (Radsportler) (1892–1945), deutscher Radrennfahrer
- Rudolf Baier (Physiker) (* 1941), österreichischer Physiker und Hochschullehrer

### S
- Sibylle Baier (* 1955), deutsche Musikerin, Komponistin und Schauspielerin
- Silvio Baier (* 1978), deutscher Schachspieler
- Simon Baier (* 1979), deutscher Kunsthistoriker
- Stefan Baier (* 1967), deutscher Organist, Cembalist und Musikpädagoge
- Stephan Baier (* 1965), deutscher Theologe, Journalist und Autor

### T
- Thomas Baier (Philologe) (* 1967), deutscher Altphilologe
- Thomas Michael Baier (* 1950), österreichischer Diplomat
- Tibor Baier (* 1966), ungarischer Langstreckenläufer

### V
- Viktor Baier (* 2005), tschechischer Fußballspieler
- Vinzenz Baier (1881–1955), österreichisch-deutscher Architekt und Hochschullehrer

### W
- Walter Baier (Unternehmer) (1907–1997), deutscher Unternehmer
- Walter Baier (Journalist) (1929–2000), deutscher Wissenschaftsjournalist
- Walter Baier (Nordischer Kombinierer), deutscher Nordischer Kombinierer
- Walter Baier (Politiker) (* 1954), österreichischer Politiker (KPÖ)
- Walther Baier (1903–2003), deutscher Veterinärmediziner
- Wenzel Baier (1869–1956), sudetendeutscher Lehrer und Heimatforscher
- Werner Baier (* 1943), deutscher Unternehmer
- Wilhelm Baier (Bildhauer) (* 1945), deutscher Bildhauer
- Wilhelm Friedrich Baier-Burcardo (Helme Baier-Burcardo; 1901–1965), deutscher Maler
- Wilhelm Richard Baier (* 1962), österreichischer Biologe und Erwachsenenbildner
- Wolfgang Baier (Fotograf) (1889–1968), deutscher Fotograf und Fotografiehistoriker
- Wolfgang Baier (Physiker) (* 1956), deutscher Physiker und Hochschullehrer